# Парк Војводе Вука
Парк Војводе Вука (познат још и као Парк Пролеће, Парк код Паласа, Парк код Топличиног венца) је један од градских паркова града Београда.

## Локација
Парк је стациониран у градској општини Стари Град, у непосредној близини Кнез Михаилове улице. Простире се између улице Царице Милице и Топличиног венца. У његовој непосредној близини налази се хотел Александар Палас, Прекршајни апелациони суд Републике Србије, Музеј примењене уметности и Обилићев венац.

## Карактеристике парка
Један је од мањих градских паркова и просторе се на површини од 0,35 хектара, троугласто трапезног облика. Иако неуређен, парк је постојао и пре 1914. године, а у његовом средишњем делу налази се споменик војводи Вуку, подигнут 1936. године.
Испод парка налази се археолошко благо из урбане зоне римског Сингидунума, које се чува као археолошки резерват.
2009. године у оквиру овог простора отворен је интернет парк и омогућен је бесплатни брзи интернет на простору целог парка.

## Историјат
Тачна година настанка парка није позната, али зна се да је постојао и пре Првог светског рата.
На једној од клупа у парку, Гаврило Принцип, сматрајући да су околне кафане превише опасна места за изношење одлука, поверио је Недељку Чабиновић своју идеју да убије Франца Фердинанда.
Овај парк је био место где је било смештено импровизовано аустријско-немачко војничко гробље. Након његовог измештања, 1915/1916. године у парку је подигнута спомен чесма у част погинулим јунацима око Београда. На тој чесми је стајало, као украс укрштено оружје и шлем, што је представљало паролу аустроугарског царства СМС Вирибус Унитис, како се звао и највећи брод Аустроугарске. Иако је то био симбол непријатељске војске, стајао је у парку још десет година по ослобођењу Београда, вероватно зато што су у то време грађани били суочени са много већим проблемима у разрушеном граду и нико није мислио на то. На средини "сквера" се налазила биста Фрање Јосифа.
У парку се данас налази споменик војводи Вуку, постављен 1936. године, а направљен 1922. године од стране српског вајара Ђорђа Јовановића. Војин Поповић, познат као Војвода Вук био је један од најпознатијих заповедника српске војске, учесник у борбама за Македонију, Балканским ратовима и Првом светском рату.
Споменик војводи Вуку у парку је преживео све ратове, али и доба социјалистичке државе, иако се са на споменику налази лобања са укрштеним костима, четничко обележје у Првом и Другом светском рату.